# Pogostost izotopa
Pogostost izotopa se nanaša na delež izotopa posameznega kemijskega elementa glede na vse prisotne atome tega elementa na npr. Zemlji.
Če poznamo razmerje med posameznimi izotopi določenega elementa, lahko izračunamo njegovo povprečno atomsko maso, ki jo najdemo v perodnem sistemu.